# Klapa Versi
Klapa Versi je splitska klapa. Osnovana je početkom zime 1996., kada je uspostavljen klapski kvorum od 4 pjevača. Tada se spominju pod imenom Stiši, koje je nastalo kao spoj registracijskih oznaka Splita i Šibenika - dvaju gradova koji su značajno utjecali na osnivanje klape. Prvi članovi bili su: Dejan Berlan, Tomislav Čipčić, Ivo Šućur i Tomislav Lučić.
U ožujku 1997. već su imali sedam članova. Voditeljica im je bila Jelena Radić.
Godine 2009., na FDK Omiš, osvajaju dvije prve nagrade na istom festivalu (za interpretaciju novih i popularnih skladbi) te treću nagradu žirija na tradicionalnom sinjskom klapskom festivalu.